# Metodi di integrazione
Un metodo di integrazione è una procedura per il calcolo del valore di una precisa tipologia di integrali. Se l'integrale è risolvibile, per giungere alla soluzione è quasi sempre necessario utilizzare diversi metodi, ad esempio le tavole di integrali.
Oltre ai metodi di integrazione analitici si può ricorrere a metodi di approssimazione numerica o a software di calcolo simbolico. Alcuni metodi numerici sono il metodo di Simpson, il metodo di Lobatto e il metodo del trapezio.

## Integrali elementari
Il caso più semplice che può capitare è quando si riconosce la funzione integranda essere la derivata di una funzione nota, {\displaystyle \Phi }. In tal caso, come conseguenza delle regole di derivazione, del fatto che la derivata di una funzione costante è la funzione identicamente nulla, e del teorema di Lagrange, si ha:
{\displaystyle \int \varphi (x)\;\mathrm {d} x=\Phi (x)+c},
se la funzione {\displaystyle \varphi } è definita su un intervallo. Per gli integrali definiti invece si ha:
{\displaystyle \int _{a}^{b}\varphi (x)\;\mathrm {d} x=\Phi (b)-\Phi (a).}

### Esempi
- {\displaystyle \int (x-x^{2})\;\mathrm {d} x={x^{2} \over 2}-{x^{3} \over 3}+c} in quanto {\displaystyle D\left({x^{2} \over 2}-{x^{3} \over 3}\right)=x-x^{2}}
- {\displaystyle \int _{a}^{b}\varphi '(x)\varphi (x)^{n-1}\;\mathrm {d} x={1 \over n}(\varphi ^{n}(b)-\varphi ^{n}(a))} in quanto {\displaystyle D\left({1 \over n}\varphi ^{n}(x)\right)=\varphi '(x)\varphi (x)^{n-1}}

## Integrazione per scomposizione o per decomposizione in somma
L'integrazione per scomposizione si rifà alla proprietà di linearità dell'integrale. Infatti dovendo calcolare {\displaystyle \int f(x)\;\mathrm {d} x} è talvolta più semplice scrivere {\displaystyle f(x)=f_{1}(x)+f_{2}(x)+...+f_{n}(x)} e sfruttare l'uguaglianza:
{\displaystyle \int f(x)\;\mathrm {d} x=\int f_{1}(x)\;\mathrm {d} x+\int f_{2}(x)\;\mathrm {d} x+...+\int f_{n}(x)\;\mathrm {d} x}

## Integrazione di funzioni razionali
Gli integrali che rientrano nella forma: 
{\displaystyle \int {{a_{m}x^{m}+a_{m-1}x^{m-1}+...+a_{1}x} \over {b_{n}x^{n}+b_{n-1}x^{n-1}+...+b_{1}x}}\,\;\mathrm {d} x\qquad n,m\in \mathbb {N} }
sono integrali di funzioni razionali. Esistono varie metodologie per la risoluzione di tali integrali. 
Le prime cose da analizzare sono il grado del numeratore e il grado del denominatore. 

### Grado del numeratore maggiore o uguale al grado del denominatore
Nel caso in cui il grado del numeratore {\displaystyle f(x)} sia maggiore o uguale al grado del denominatore {\displaystyle g(x)} si effettua la divisione tra polinomi ottenendo il quoziente {\displaystyle Q(x)} e il resto {\displaystyle R(x)}: 
{\displaystyle f(x)=g(x)Q(x)+R(x)\ }
dalla quale ricaviamo 
{\displaystyle {f(x) \over g(x)}=Q(x)+{R(x) \over g(x)}}
con {\displaystyle R(x)} polinomio di grado inferiore al grado {\displaystyle n} del divisore {\displaystyle g(x)}. Perciò possiamo scrivere: 
{\displaystyle \int {f(x) \over g(x)}\;\mathrm {d} x=\int Q(x)\;\mathrm {d} x+\int {R(x) \over g(x)}\;\mathrm {d} x}
riconducendoci al caso di una funzione razionale con grado del numeratore strettamente minore di quello del denominatore.

### Grado del numeratore minore del grado del denominatore
In questo caso, in generale, si può applicare la scomposizione di Hermite.
Se tra il grado del numeratore e quello del denominatore vi è una differenza unitaria si può provare a modificare opportunamente il numeratore, in modo da ottenere la derivata del denominatore.
Esaminiamo nel dettaglio funzioni razionali con denominatore di 2º grado:
{\displaystyle \int {a_{1}x+a_{0} \over x^{2}+b_{1}x+b_{0}}\;\mathrm {d} x}
In questo caso distinguiamo tre casi in base allo studio del discriminante {\displaystyle \delta =b_{1}^{2}-4b_{0}} (eventualmente dividendo per il termine di grado massimo ci si può sempre riportare ad un polinomio monico al denominatore):

#### Denominatore con due radici reali distinte
Se {\displaystyle \delta >0} allora {\displaystyle x^{2}+b_{1}x+b_{0}=0} ammette due radici reali distinte {\displaystyle x_{1}} e {\displaystyle x_{2}} dunque {\displaystyle x^{2}+b_{1}x+b_{0}=(x-x_{1})(x-x_{2})}. Esistono dunque due costanti reali {\displaystyle A,B} tali che:
{\displaystyle {a_{1}x+a_{0} \over x^{2}+b_{1}x+b_{0}}={a_{1}x+a_{0} \over (x-x_{1})(x-x_{2})}={A \over x-x_{1}}+{B \over x-x_{2}}\,\forall x\in \mathbb {R} \setminus \{x_{1},x_{2}\}}
{\displaystyle A} e {\displaystyle B} si determinano in base alla condizione: 
{\displaystyle A(x-x_{2})+B(x-x_{1})=a_{1}x+a_{0}\ \forall x}
Questa è equivalente al sistema lineare:
{\displaystyle \left\{{\begin{matrix}A+B=a_{1}\\-Ax_{2}-Bx_{1}=a_{0}\end{matrix}}\right.}
che ammette un'unica soluzione in {\displaystyle (A,B)} poiché la matrice dei coefficienti {\displaystyle {\begin{pmatrix}1&1\\-x_{2}&-x_{1}\end{pmatrix}}} ha determinante {\displaystyle -x_{1}+x_{2}\neq 0}.
Determinate {\displaystyle A,B} (risolvendo il sistema), si calcola:
{\displaystyle \int {{a_{1}x+a_{0}} \over {x^{2}+b_{1}x+b_{0}}}\;\mathrm {d} x=\int {{A} \over {x-x_{1}}}\;\mathrm {d} x+}{\displaystyle \int {{B} \over {x-x_{2}}}\;\mathrm {d} x=A\log |x-x_{1}|+B\log |x-x_{2}|+c}

#### Denominatore con due radici reali coincidenti
Se {\displaystyle \delta =0} allora {\displaystyle x^{2}+b_{1}x+b_{0}=0} ammette due radici reali coincidenti {\displaystyle x_{1}=x_{2}=x_{0}}, dunque {\displaystyle x^{2}+b_{1}x+b_{0}=(x-x_{0})^{2}} ed esistono due costanti reali {\displaystyle A,B} tali che:
{\displaystyle {a_{1}x+a_{0} \over x^{2}+b_{1}x+b_{0}}={a_{1}x+a_{0} \over (x-x_{0})^{2}}={A \over x-x_{0}}+{B \over (x-x_{0})^{2}}\ \forall x\in \mathbb {R} \setminus \{x_{0}\}}
{\displaystyle A,B} si determinano in base alla condizione
{\displaystyle a_{1}x+a_{0}=A(x-x_{0})+B\ \forall x\in \mathbb {R} }
Questa è equivalente al sistema lineare:
{\displaystyle \left\{{\begin{matrix}A=a_{1}\\-x_{0}A+B=a_{0}\end{matrix}}\right.}
che ammette un'unica soluzione {\displaystyle (A,B)} poiché il determinante della matrice dei coefficienti è 
{\displaystyle \det {\begin{pmatrix}1&0\\-x_{0}&1\end{pmatrix}}=1}
Determinate {\displaystyle A,B} si calcola:
{\displaystyle \int {{a_{1}x+a_{0}} \over {x^{2}+b_{1}x+b_{0}}}\;\mathrm {d} x=\int {{A} \over {x-x_{0}}}\;\mathrm {d} x+}{\displaystyle \int {{B} \over {(x-x_{0})^{2}}}\;\mathrm {d} x=A\log |x-x_{0}|-{B \over {x-x_{0}}}+c}

#### Denominatore con due radici complesse coniugate
Se {\displaystyle \delta <0} allora {\displaystyle x^{2}+b_{1}x+b_{0}=0} non ammette radici reali. È sempre possibile determinare {\displaystyle A,B} tali che
{\displaystyle {a_{1}x+a_{0} \over x^{2}+b_{1}x+b_{0}}=A{2x+b_{1} \over x^{2}+b_{1}x+b_{0}}+{B \over x^{2}+b_{1}x+b_{0}}}
{\displaystyle A,B} si ricavano in base alla condizione
{\displaystyle a_{1}x+a_{0}=2Ax+Ab_{1}+B}
Questo è equivalente al sistema lineare
{\displaystyle \left\{{\begin{matrix}2A=a_{1}\\b_{1}A+B=a_{0}\end{matrix}}\right.}
che ammette un'unica soluzione poiché il determinante della matrice dei coefficienti è {\displaystyle 2\cdot 1-b_{1}\cdot 0=2}.
Ora, per il secondo addendo, è sempre possibile ricavare {\displaystyle K,D} tali che {\displaystyle x^{2}+b_{1}x+b_{0}=(x+K)^{2}+D^{2}\ \forall x\in \mathbb {R} }.
Dall'uguaglianza precedente si imposta il sistema dal quale si ricavano {\displaystyle K} e {\displaystyle D}:
{\displaystyle \left\{{\begin{matrix}2K=b_{1}&\\K^{2}+D^{2}=b_{0}&\end{matrix}}\right.}
che ammette soluzione poiché {\displaystyle D^{2}=b_{0}-({b_{1} \over 2})^{2}=-{\delta  \over 4}>0}.
Il calcolo dell'integrale si può scrivere quindi come:
{\displaystyle \int {a_{1}x+a_{0} \over x^{2}+b_{1}x+b_{0}}\;\mathrm {d} x=A\int {2x+b_{1} \over x^{2}+b_{1}x+b_{0}}\;\mathrm {d} x+B\int {1 \over (x+K)^{2}+D^{2}}\;\mathrm {d} x=A\int {2x+b_{1} \over x^{2}+b_{1}x+b_{0}}\;\mathrm {d} x+B{1 \over D^{2}}\int {1 \over {({x+K \over D})^{2}+1}}\;\mathrm {d} x}
{\displaystyle =A\log(x^{2}+b_{1}x+b_{0})+{B \over D}\arctan {x+K \over D}+C}

### Denominatore di grado qualunque
Per concludere segnaliamo che esistono metodi analoghi applicabili per qualunque grado del denominatore: se {\displaystyle g(x)=b_{n}x^{n}+b_{n-1}x^{n-1}+...+b_{1}x} è un qualsiasi denominatore, allora
- se esso possiede tutte radici distinte, {\displaystyle g(x)=(x-x_{1})(x-x_{2})\cdots (x-x_{n})} si procede come nel primo caso qua trattato:

{\displaystyle {f(x) \over g(x)}={A_{1} \over x-x_{1}}+{A_{2} \over x-x_{2}}+...{A_{n} \over x-x_{n}}}.
- se esso possiede una o più radici multiple {\displaystyle x_{1},...,x_{j}} (supponiamo ad esempio siano le prime) di molteplicità {\displaystyle n_{1},...,n_{j}}, si procede come nel secondo caso:

{\displaystyle {f(x) \over g(x)}={A_{1}^{1} \over x-x_{1}}+{A_{1}^{2} \over (x-x_{1})^{2}}+...+{A_{1}^{n_{1}} \over (x-x_{1})^{n_{1}}}+{A_{2}^{1} \over x-x_{2}}+...+{A_{2}^{n_{2}} \over (x-x_{2})^{n_{2}}}+...+{A_{j+1} \over x-x_{j+1}}+{A_{j+2} \over x-x_{j+2}}+...}.
- se esso possiede due o più radici complesse coniugate semplici {\displaystyle z_{1},{\bar {z}}_{1},z_{2},{\bar {z}}_{2},...,z_{j},{\bar {z}}_{j}} (e un certo numero di radici reali), si procede come nel terzo caso:

{\displaystyle {f(x) \over g(x)}={a_{1}^{1}x+a_{0}^{1} \over x^{2}+b_{1}^{1}x+b_{0}^{1}}+...+{a_{1}^{j}x+a_{0}^{j} \over x^{2}+b_{1}^{j}x+b_{0}^{j}}+...}
L'ultimo caso, in cui il denominatore presenta radici complesse multiple, è più laborioso da risolvere (vedi Tavola degli integrali indefiniti di funzioni razionali).

## Integrazione per parti
Se {\displaystyle f} e {\displaystyle g} sono derivabili in {\displaystyle [a,b]} si ha:
{\displaystyle \ (fg)^{'}=f^{'}g+fg^{'}}
ossia:
{\displaystyle \ fg^{'}=(fg)^{'}-f^{'}g}.
Prendendo l'integrale indefinito di entrambi i membri ed osservando che {\displaystyle \int {(fg)^{'}}\,\;\mathrm {d} x=fg} a meno di una costante si trova la formula di integrazione per parti:
{\displaystyle \int f(x)g^{'}(x)\;\mathrm {d} x=f(x)g(x)-\int f^{'}(x)g(x)\;\mathrm {d} x}
Da cui per gli integrali definiti:
{\displaystyle \int _{a}^{b}f(x)\cdot g'(x)\,\;\mathrm {d} x=f(b)\cdot g(b)-f(a)\cdot g(a)-\int _{a}^{b}f'(x)g(x)\,\;\mathrm {d} x}

## Integrazione per sostituzione
{\displaystyle \int f(y)\;\mathrm {d} y=\left[\int f\left(\varphi (t)\right)\varphi '(t)\ \mathrm {d} t\right]_{t=\phi (y)}}
dove {\displaystyle \phi } è la funzione inversa di {\displaystyle \varphi }, oppure nel caso degli integrali definiti
{\displaystyle \int _{a}^{b}f(x)\;\mathrm {d} x=\int _{\phi (a)}^{\phi (b)}f(\varphi (t))\varphi '(t)\ \mathrm {d} t}

## Integrazione di funzioni inverse
Se {\displaystyle f^{-1}} è l'inversa di una funzione {\displaystyle f} che ammette una primitiva {\displaystyle F}, allora
{\displaystyle \int f^{-1}(x)dx=xf^{-1}(x)-(F\circ f^{-1})(x)+C.}